# Soraya Tarzi

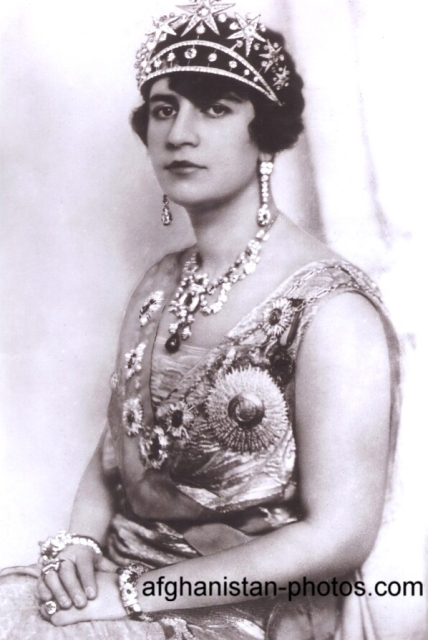
Königin Soraya Tarzi von Afghanistan

Soraya Tarzi (* 24. November 1899 in Damaskus; † 20. April 1968 in Rom) war von 1919 bis 1929 Königin von Afghanistan und somit eine der einflussreichsten Frauen der Welt. In dieser Rolle setzte sie ihre in der Jugend erlernten liberalen Werte um, konnte die eingeleiteten Reformen jedoch nicht dauerhaft durchsetzen, da konservative Gruppierungen gewaltsam dagegen vorgingen und ihre Familie ins Exil vertrieben.

## Familiäre Hintergründe und früheres Leben
Als Tochter von Asma Rasmya Khanum und dem politischen Akteur und Intellektuellen Sardar Mahmud Beg Tarzi wurde Tarzi liberal erzogen. Aufgrund der liberalen und nationalen Ansichten des Vaters wurde die Familie 1881 unter König Abdur Rahman Khan ins Exil verbannt. In dieser Zeit reiste die Familie viel in Europa und lernte dort westliche Werte kennen. Außerdem studierte sie in Syrien, wo ihr Wissen über das moderne Menschenbild erweitert wurde.
Als 1901 König Abdur Rahman Khan starb, übernahm sein ältester Sohn, Habibullah Khan, die Herrschaft. Dieser ordnete die Resozialisierung aller ins Exil verbannten Bürger an. So ergab sich die Möglichkeit für die Familie Tarzi, ihre neu erlernten Werte in Afghanistan zu vermitteln. Da Khan mit den Ansichten von Sardar Tarzi sympathisierte, erhielt dieser Mitspracherechte in der Regierung und entwarf ein Programm zur Modernisierung Afghanistans.
Während der Zusammenarbeit ihres Vaters mit dem König lernte Tarzi seinen Sohn, Amanullah Khan, kennen. Die beiden verliebten sich und heirateten am 30. August 1913. Tarzi war während der Amtsperiode von Amanullah seine einzige Frau, was Jahrhunderte von Traditionen brach.
Am 20. Februar 1919 wurde Habibullah Khan ermordet, und Amanullah Khan übernahm den Thron. Soraya Tarzi wurde somit 1919 zur Königin von Afghanistan. Ihr Vater wurde in diesem Zuge zum Außenminister ernannt.

## Königin von Afghanistan
Nach dem König Amanullah das Amt des Königs übernahm, begann er sehr schnell, unter Beeinflussung und Ermutigung von Tarzi, Reformen zu veranlassen. Er beschloss die erste Verfassung und legte somit die Grundlage für die formale Struktur der Regierung. Er legte die Rolle des Monarchen innerhalb des verfassungsrechtlichen Rahmens fest.
Am 3. Mai 1919 begann König Amanullah Verhandlungsgesprächen mit Großbritannien. Nach dem dritten Anglo-Afghan Krieg einigte er sich am 22. November mit Großbritannien auf Frieden. Somit wurde Afghanistan vom britischen Einfluss erlöst und unabhängig.
Dies ermöglichte dem Königspaar mit der Modernisierung ihres Landes zu beginnen. Neben der Reform von politischen Strukturen war die Emanzipation der Frau ein wichtiger Punkt der Reformpolitik. Dabei sollte Soraya Tarzi das Gesicht dieser Veränderung werden. Insbesondere die Gleichberechtigung von Mann und Frau setzte sie sich zum Ziel.
Soraya Tarzi und ihr Mann sprachen sich offen gegen die Vielehe aus. Dabei fungierte sie selbst als Vorbild, da Soraya die erste und einzige Frau von König Amanullah war. Sie legte den Grundstein für Frauen in der Öffentlichkeit aufzutreten, indem Tarzi die erste muslimische Königin war, die ihren Mann bei öffentlichen Auftritten begleitete.
Die Emanzipation der Frau umfasste auch die Möglichkeit und das Recht auf Bildung. Daher eröffnete Soraya Tarzi 1921 die erste Grundschule für Mädchen in Kabul. Sie trug den Namen Masturat School. In den nächsten Jahren wurden weitere Schulen eröffnet. Zudem förderte die Regierung nicht nur die Bildung in Kabul, sondern setzte sich auch aktiv für eine bessere Bildung in ländlichen Gegenden ein. Schließlich konnten 1925 15 Mädchen, die auf die Masturat Middle School gingen, ihren Bildungsweg in der Türkei fortsetzen.
Soraya Tarzi übernahm 1926 den Posten der Bildungsministerin in Afghanistan, um in diesem Bereich mehr Einfluss nehmen zu können. Soraya hielt im selben Jahr, dem siebten Jahr der Unabhängigkeit von den Briten, eine öffentliche Rede:
„It [Independence] belongs to all of us and that is why we celebrate it. Do you think, however, that our nation from the outset needs only men to serve it? Women should also take their part as women did in the early years of our nation and Islam. From their examples we must learn that we must all contribute toward the development of our nation and that this cannot be done without being equipped with knowledge. So, we should all attempt to acquire as much knowledge as possible, in order that we may render our services to society in the manner of the women of early Islam.“
1927 fuhr das Königspaar sechs Monate durch Europa. Auf dieser Reise wurden sie geehrt und gefeiert. Im Jahr 1928 erhielt das Ehepaar den Ehrendoktortitel der Universität Oxford, da sie als Aufklärer der westlichen Werte galten.
Einen weiteren großen Schritt, den das Königspaar unternahm, war bei einer Loya Jirgha, einer Versammlung der Stammesältesten, am 29. August 1928. An diesem Tag hielt König Amanullah eine Rede und forderte Soraya auf, ihren Schleier abzulegen. Als sie dies tat, wohlgemerkt in der Öffentlichkeit, animierte sie die Frauen der Stammesältesten ihr gleichzutun.
Die sechsmonatige Tour durch Europa gab jedoch den konservativen Muslime die Gelegenheit ihre Kritik verstärkt zu äußern. Die Zeit schien möglicherweise zu früh, um westliche Entwicklungsmodelle nachzuahmen. So war der öffentliche Auftritt am 29. August der Auslöser für die konservative Bevölkerung ihre Kritik immer lauter zu äußern. Der Versuch von König Amanullah sie zu beschwichtigen, scheiterte und hatte zur Folge, dass sich das Land zurückentwickelte. Schulen für Mädchen wurden geschlossen und die Polygamie, welche verboten war, wurde wieder praktiziert. So kam es im November 1928 zum Bürgerkrieg.

## Letzten Jahre
Um diesen Bürgerkrieg nicht weiter eskalieren zu lassen, dankte Amanullah 1929 ab und ging mit seiner Familie ins Exil nach Rom, Italien. Dort verbrachte sie den Rest ihres Lebens, bis sie am 20. April 1968 in Rom starb.
Sie wurde vom italienischen Militär nach Afghanistan begleitet und bei einem feierlichen Staatsbegräbnis im Mausoleum der Familie begraben.